# Norman Foster
Norman Foster (1935. június 1. –) angol építész, formatervező, politikus.

## Szakmai élete, ismertetői
Londoni székhelyű cége Foster+Partners a világ legnagyobb tervező irodáinak egyike, 17 irodával világszerte. Számos művei között kiemelkednek a berlini Reichstag újjáépítése, az új Wembley Stadion Londonban, a frankfurti Commerzbank székház, a londoni Swiss Re irodaház, a Temze fölött átívelő Millennium Bridge, és a pekingi repülőtér.

## Fontosabb épületek
- Reichstag-kupola (Berlin)
- Bilbao metróhálózata (Bilbao)
- Apple Park (Cupertino)
- Canary Wharf metróállomás (London)
- 30 St Mary Axe (London)
- British Museum Queen Elizabeth II Great Court (London)
- Millennium Bridge (London)
- Manchester United stadionprojekt (Manchester)
- St. Moritz Chesa Futura (St. Moritz)
- McLaren Technology Centre, a McLaren otthona (Woking)

## Díjak
- Pritzker-díj 1999
- Perret-díj 2002[3]

## Képtár

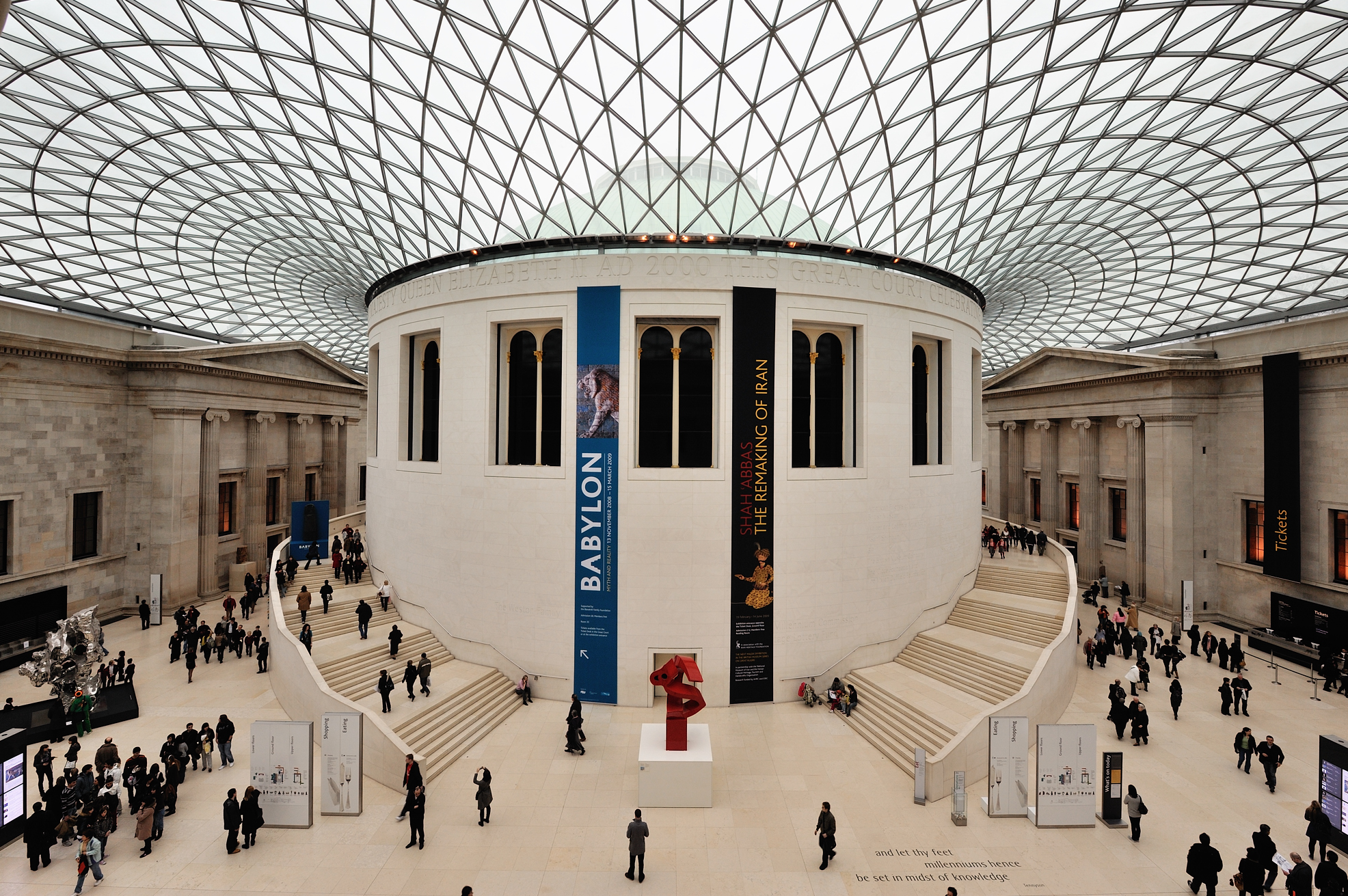
British Museum, belső udvar
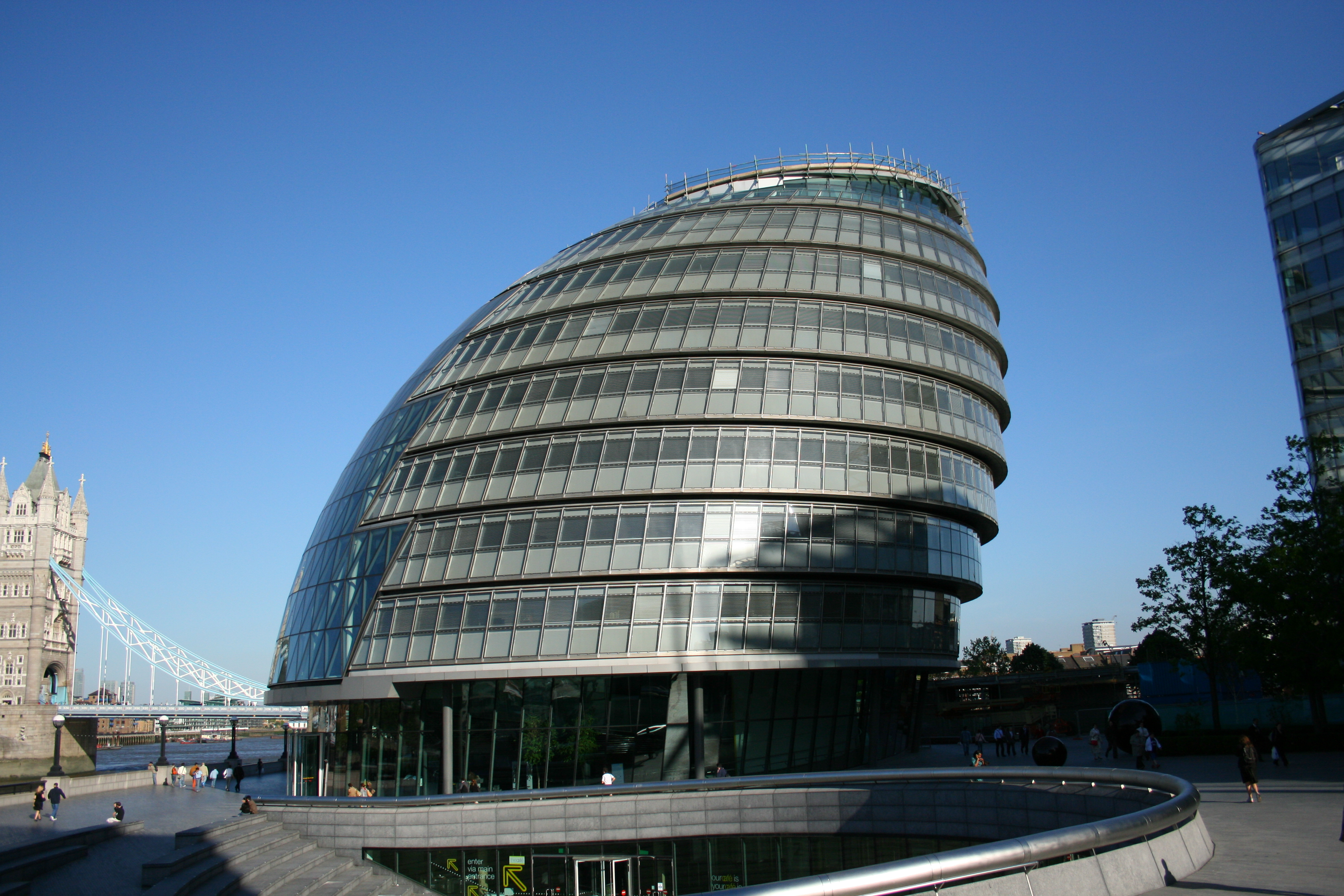
London városháza
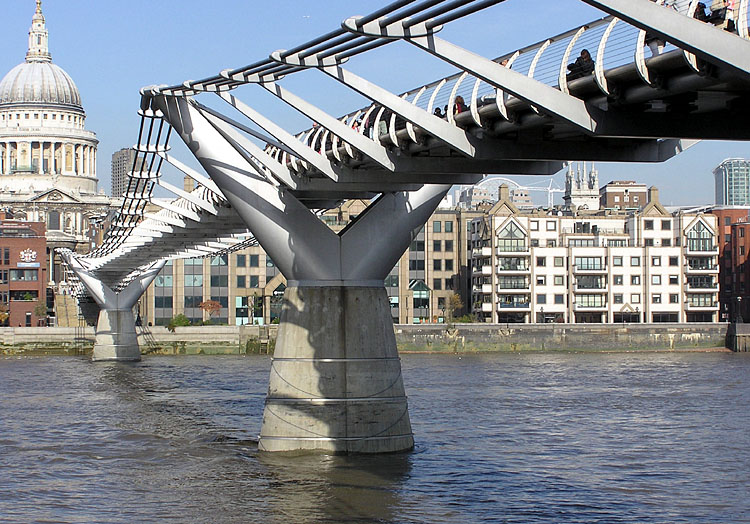
A londoni Millennium Bridge